# Fresas con crema (banda)
Fresas con Crema fue un grupo musical mexicano de pop, formado en la Ciudad de México el año 1982, con música para ese entonces bailable y ligera, que rompía los esquemas de la balada, que en esa época se escuchaba en México, la que se refrescó con este tipo de grupos. Los integrantes originales del grupo fueron Mariana Levy, Toño Mauri, Daniela Leites, Andrés Bonfiglio, Claudia Fernández, Germán Bernal y Denisse Bermúdez.

## Biografía

### Formación
Desde el Centro de Educación Artística de Televisa, se inició el concepto Fresas con Crema que constaba de 14 integrantes, para terminar solo con 7 integrantes, 3 hombres y 4 mujeres. Alejandra Guzmán estuvo seleccionada para ser parte del grupo, pero sus padres no le permitieron continuar en el proyecto, debido a que era menor de edad.
Antes de ser lanzados oficialmente, participaron en diferentes proyectos como extras, tal es el caso de la película ¡¡Cachún cachún ra-ra!! (Una loca, loca, preparatoria) y en videos musicales de artistas como Daniela Romo y Miguel Bosé, todo esto con finalidad de foguear a los muchachos dentro del mundo del espectáculo. Su lanzamiento oficial ocurrió en febrero del año 1983, en El Palacio de los Deportes y fue el único evento en donde los acompañó Alejandra Guzmán.

### Inicios musicales
Su primer disco fue lanzado el 8 de junio del año 1983. El primer sencillo de esta producción fue «Me enamoro». A finales del año 1984, lanzan su segunda producción Los chicos del rock, de la cual se desprendieron los sencillos «Una chica azul«, «Los chicos del rock« y «Juego peligroso«. Posteriormente realizan un programa especial de TV para darle impulso a dicho material.
A mediados del año 1985, su disquera desaparece y son firmados por PolyGram Discos y es así que después de dos producciones para su tercer y cuarto disco cambiaron su nombre a "Fresas". En el año 1986, sale el disco Ni tan fresas con temas como: «Cómo no quererte a ti». De este disco que se hacen acreedores al galardón los 15 Grandes de Siempre en Domingo. Otros temas de este material fueron «Dirás», «Esto es el amor», y «Ánimo».
Mariana Levy fue llamada a protagonizar diversas telenovelas, teniendo que dejar al grupo en septiembre del año 1987 en plena promoción de su Cuarto Álbum: Tour. Su Lugar lo ocuparía: Jacqueline Munguía quién fue presentada en el mes de noviembre como la nueva integrante en varios programas de televisión y termina con el grupo el resto de la promoción Tour. En febrero del año 1988, Claudia Fernández también deja el grupo y su lugar sería ocupado por dos chicas debido a que ambas gustaron a los productores pero no a los mismos integrantes, se trataba de: Andrea Legarreta y Pilar Montenegro. En la última etapa del grupo había planes de un quinto disco, pero no se concretó pues Denisse Bermúdez y Toño Mauri también anuncian su retiro del grupo debido a desacuerdos con la producción.
En el año 2015, se presentó Carla Mauri hija de Toño Mauri con el grupo Fresas con Crema en una cafetería del sur de la Ciudad de México, donde fue la presentación de la reedición del disco Mundo Ideal, en donde asistió María Levy, en representación de su mamá Mariana Levy.

### Conflictos y separación
En julio del año 1988, el grupo se desintegra extraoficialmente, por los desacuerdos entre los integrantes originales con los nuevos miembros y con los productores. Este conflicto comenzó por saber quién sería el reemplazo de Claudia Fernández, si Andrea Legarreta o Pilar Montenegro y aunque ambas fueron aceptadas, Denisse Bermúdez no estaba de acuerdo con tener a 5 mujeres y 3 hombres, lo cual provocó su salida del grupo junto con Toño Mauri.
En el año 2005, los integrantes originales de Fresas con crema planeaban su posible reencuentro, pero la muerte de Mariana Levy el 29 de abril de ese mismo año puso fin al proyecto.

## Integrantes
Miembros originales
- Mariana Levy (1982-1987)
- Toño Mauri (1982-1988)
- Daniela Leites (1982-1988)
- Andrés Bonfiglio (1982-1988)
- Claudia Fernández (1982-1988)
- Germán Bernal (1982-1988)
- Denisse Bermúdez (1982-1988)

Remplazos
- Jacqueline Múnguía (1987-1988) / Sustituye a Mariana
- Andrea Legarreta y Pilar Montenegro (1988) / Ambas Sustituyen a Claudia.

## Discografía
- 1983: Fresas con crema
- 1984: Los chicos del rock
- 1986: Ni Tan Fresas
- 1987: Tour